# Округ Вустер (Мериленд)
Округ Вустер (енгл. Worcester County) је округ у америчкој савезној држави Мериленд.

## Демографија
По попису из 2010. године број становника је 51.454, што је 4.911 (10,6%) становника више него 2000. године.
| Група             | 2000.          | 2010.          |
| Белци             | 37.435 (80,4%) | 41.331 (80,3%) |
| Афроамериканци    | 7.754 (16,7%)  | 7.022 (13,6%)  |
| Азијати           | 282 (0,6%)     | 573 (1,1%)     |
| Хиспаноамериканци | 596 (1,3%)     | 1.622 (3,2%)   |
| Укупно            | 46.543         | 51.454         |